# Llista de Creus de Sant Jordi/2018/Entitats

#### Entitats
Informació actualitzada per un bot. Els canvis manuals es perdran quan s'actualitzi!
| Entitat                                                         | Wikidata  | Descripció                                                                                                | Imatge |
| --------------------------------------------------------------- | --------- | --- | ------ |
| Orfeó Reusenc                                                   | Q5398683  | edifici i entitat de Reus                                                                                 |        |
| Unió de Federacions Esportives de Catalunya                     | Q9091797  | federació esportiva de Catalunya                                                                          |        |
| Abacus Cooperativa                                              | Q11903664 | cooperativa cultural                                                                                      |        |
| Fundació puntCat                                                | Q11923285 | fundació que gestiona el domini d'internet .cat                                                           |        |
| Reial Societat Arqueològica Tarraconense                        | Q17301412 | |        |
| Agrupació de Defensa Forestal                                   | Q21042952 | associacions de voluntaris que tenen per finalitat la prevenció i la lluita contra els incendis forestals |        |
| Casino La Unió                                                  | Q21596636 | |        |
| Associació d'Editors en Llengua Catalana                        | Q22344507 | associació catalana d'editors                                                                             |        |
| Proactiva Open Arms                                             | Q23498813 | ONG catalana dedicada al salvament marítim                                                                |        |
| Associació Catalana pels Drets Civils                           | Q55714909 | organització en defensa dels drets civils                                                                 |        |
| Joan i Martí Castells Badia                                     | Q56402221 | pessebristes                                                                                              |        |
| Associació Cultural La Colmena de Santa Coloma                  | Q56402228 | |        |
| Nits Musicals de Guardiola de Berguedà                          | Q56402229 | |        |
| Associació Orfeó Sarrianenc                                     | Q56402231 | |        |
| Alzheimer Catalunya                                             | Q61742994 | |        |
| Ateneu de Sant Just Desvern                                     | Q61743412 | ateneu a Sant Just Desvern                                                                                |        |
| Cor Claverià l'Aliança de Lliçà d'Amunt                         | Q61747623 | entitat de Lliçà d'Amunt                                                                                  |        |
| Unió de Consells Esportius de Catalunya                         | Q61747633 | entitat per a la promoció de l'esport escolar a Catalunya                                                 |        |
| Societat Cultural i Recreativa La Cumprativa                    | Q61747650 | |        |
| Societat Coral El Vallès                                        | Q61747665 | |        |
| Associació de Bombers Voluntaris de la Generalitat de Puigcerdà | Q61747675 | |        |
| Marduix Teatre                                                  | Q61747683 | companyia de teatre de titelles                                                                           |        |
| Cercle Filatèlic i Numismàtic de Ripoll                         | Q61747691 | |        |